# Criaso
Nella mitologia greca, Criaso era il nome di uno dei figli di Argo e Evadne.

## Nella mitologia
Di lui racconta Apollodoro, che rimane fra le varie versioni la più importante, racconta di sua madre la figlia del dio mare Strimone e dei suoi fratelli: Ecbaso, Pira e Peranto (o Epidauro).
Sposò Melanto e fu il padre di Forbante, Ereutalione e Cleobea.